# Голятин
Голя́тин — село в Україні, у Закарпатській області, Міжгірській селищній громаді.
Перша відома письмова згадка відноситься до 1599 року. під назвою  Also Holyatyn (Bélay 147), 1646: Ó-Holyatin (ComMarmUg. 52), 1725: O Holyatin (Revizki), 1773: Ó-Holyatin, Sztarej Holyatin (LexLoc. 134), 1808: Holyatin (Ó-), Staroselice (Lipszky: Rep. 244), 1828: Holyatin (Ó), Starojesello (Nagy 196), 1838: Ó-Holatin (Schem. 61), 1851: Ó-Holyatin (Fényes 2: 114), 1877: Holyatin (Ó-), Stároje-Szeló (Hnt.), 1913: Tarfalu, (Hnt.), 1925: Holatyn, Holjatyn, 1930: Holatín (ComMarmUg. 52), 1944: Holyatin, Голятинъ (Hnt.), 1983: Голятин (ZO).
Поселення вже існувало в 1599 році разом з одним населеним пунктом з однойменною назвою (Újholyatin), обидва з яких перебували у власності родини Довгаї. Приблизно в 1600-х роках сім'ї Довгаї і Липчеї розділили село.
Церква Вознесіння Господнього. 1909.
У 1751 р. в селі стояла дерев'яна церква св. Архангела Михайла, «шинґлями крита. Всіми образами украшена, не знати от кого благословенна… Книги церковні всі. Звони три…»
У 1801 р. згадують дерев'яну церкву на 300 вірників. Ця церква згоріла в 1902 р., після чого збудували дерев'яну каплицю, що ще стояла в 1923 р.
Новозбудовану кам'яну церкву благословив о. Роман Годинка 2 грудня 1909 р. У 1937 р. майстер Товт перекрив дахи.
У 1938 р. зроблено великий ремонт церкви. Підприємець Золтан Клайне виставив кошторис робіт на 260 тисяч корон. Всі етапи робіт контролював єпархіальний інженер Е. Еґреші.
- є джерела мінеральної води
- є поклади гірського кришталю
- на груні гори Коциба, біля вівчарської ватри чеський письменник-антифашист Іван Ольбрахт написав передмову для свого не менш знаменитого роману «Микола Шугай — розбійник». Вона так і називається «В колибі над Голятином».
На схід від села розташована ботанічна пам'ятка природи — Урочище «Голятин». Площа 42 га. Створена в 1974 році. Охороняються реліктові насадження сосни звичайної з сосною чорною віком до 170 років на висоті 650—900 м. У трав'яному покриві — цінні лікарські рослини.

## Присілки
Обляска
Обляска - колишнє село в Україні, в Закарпатській області.
Обєднане з селом Голятин рішенням облвиконкому Закарпатської області №155 від 15.04.1967

1654: Obleszka (Bélay 177), 1745: Oblázka (Mikovinyi), 1780-1: Oblyászka (MTH. 36), 1789: Oblaszka, Oblazka (uo.), 1808: Oblyázka, Oblázka (Lipszky: Rep. 471), 1828: Oblyaszka (Nagy 197), 1838: Oblászka (Schem. 61), 1864: Oblyázka (Pesty), 1892: Oblyazka (Hnt.), 1898: Oblyászka (Hnt.), 1904: Kiskelecsény, Oblyászka (Lelkes 67), 1907: Kiskelecsény (Hnt.), 1913: Kiskelecsény (Hnt.), 1925: Obljaska, 1930: Oblazka (ComMarmUg. 97), 1944: Kiskelecsény, Обляска (Hnt.), 1967: Обляска (ZO).
Церква св. Миколи Чудотворця. 1750. 
Миколаївську церкву згадують у єпископській візитації в 1751 р. (“Друга церков: деревяна в филіялу Обляска добра, добрі покрита. Образи всі, благословенна от архіпресбитера Воленьского… Звони два от давна, не знати ци благословенні”) і в парохіальних документах за 1801 р. (церква на 120 вірників “посередно сооружена”).
Церква належить до базилічних дерев’яних церков з готичним завершенням. Протягом XX ст. споруда зазнала переробок. У 1936 р. дахи й опасання перекрито етернітом, вежу вертикально обшито дошками, шпиль вкрито бляхою.
У 1973 р. ґанок з різьбленими стовпчиками засклено й оббито дошками, старий іконостас зіпсовано новим малюванням. Біля церкви стоїть гарна дзвіниця з ґаночком, теж перекрита етернітом і бляхою. За написом на зрубі, збудував дзвіницю у травні 1923 р. майстер з Верхнього Бистрого Василь Ковба-шин, а організували будівництво куратор Михайло Петрів Зубанич та Михайло Зубанич. На стіні нави в 1930-х роках зберігалися ікони Спаса Вседержителя та апостолів зі старого іконостаса. На рамі був напис: “Сии икони исправил рабъ бжи Васили Зубанич…”
На Служебнику зазначено, що купив його Сасин із Обляски зі своєю дружиною Настасією за 6 золотих угорських 6 грудня 1754 р. Октоіх купили Іван Гливяз, Іван Зубанич та Лука Зубанич 2 липня 1733 р.
Косарець
Косарець - колишнє село в Україні, в Закарпатській області.
Обєднане з селом Голятин
Згадки: 1780-1: Kosarcécz, Kossár, Kossárecz (MTH. 44), 1785-6: Kozavetz (uo.), 1796-9: Kossár, Kosarecz (uo.)

Погари
Погари - колишнє село в Україні, в Закарпатській області.
Обєднане з селом Голятин
Згадки:  1888: Pohártelep, 1898: Pohári, 1907: Pohári, 1913: Pohári, 1944: Pohári, Погари.
Письмові джерела стверджують, що найдавнішим поселенням на території сучасного Голятина було урочище Погари. Найдавніша легенда говорить про те, що три першопоселенні – брати із сім’ями посилились в урочищах Закливи, Голиця та Бичівці.. Останнє по дорозі в урочище Погари.Щоразу давали про себе знати синім димом ватри в гірських ущелинах. Згодом мешканець Бичівців звив гніздечко в затишних Погарях. 
На початку ХХст. жителі Погарей добилися від уряду Чехословаччини відкриття початкової школи, яка працювала до середини 60 – тих років минулого століття. За радянської доби жителі присілка виступили з проханням до тодішньої влади щодо будівництва школи і церкви в населеному пункті. Але замість того їх у 70 – тих роках ХХ ст. переселили у Голятин, виділивши відповідно земельні наділи. Погари з давніх - давен славилися своїми боднарями, теслярами, сопілкарями. 
Джерело № 12 — гідрологічна пам'ятка природи місцевого значення. Об'єкт розташований на території Міжгірського району Закарпатської області, с. Голятин, урочище «Обляска».
Площа — 0,5 га, статус отриманий у 1984 році.

## Населення
Згідно з переписом УРСР 1989 року чисельність наявного населення села становила 1350 осіб, з яких 667 чоловіків та 683 жінки.
За переписом населення України 2001 року в селі мешкало 1300 осіб.

### Мова
Розподіл населення за рідною мовою за даними перепису 2001 року:
| Мова       | Відсоток |
| ---------- | -------- |
| українська | 99,69 %  |
| російська  | 0,31 %   |

## Відомі люди
В селі народилися:
- Іван Дулишкович — греко-католицький священик, закарпатський історик.
- Микола Зимомря — академік Академії Наук вищої школи України.
- Василь Зубанич — Герой України.
- Іван Ісаєвич — поет, громадський діяч, вчитель математики.

## Туристичні місця
- ботанічна пам'ятка природи — Урочище «Голятин». 
- Джерело № 12 — гідрологічна пам'ятка природи місцевого значення.
- є джерела мінеральної води
- є поклади гірського кришталю
- водоспад Рудавець (7 м.) на однойменному струмку